# Dirty Jobs
Trabalho Sujo ("Dirty Jobs") é uma série de TV, apresentada por Mike Rowe, transmitida no Discovery Channel, e com trechos transmitidos no Vídeo News da Rede Bandeirantes. Tendo também sido apresentada pelo ex-jogador dinamarquês Peter Schmeichel durante um curto período de tempo, já que este último desistiu alegando não ser o homem correcto para o trabalho.

## História
A série é um spin-off de um segmento que o apresentador Mike Rowe realizou num programa de São Francisco, chamado Somebody's Gotta Do It ("Alguém Tem Que Fazer Isso"). Depois de fazer uma apresentação da inseminação artificial em uma vaca, Rowe recebeu inúmeras cartas que expressavam choque, horror, fascinação e descrença. Rowe decidiu enviar a gravação do programa para a Discovery, que pretendia iniciar uma série baseada no mesmo conceito.
Trabalho Sujo é agora produzido por Craig Piligian, da Pilgrim Film & Television, e Gena MaCarthy.

## Conceito
A ideia da série é mostrar os trabalhos sujos (insalubres) que ninguém gostaria de fazer, dando a conhecer todos os processos inerentes à sua realização. Cada episódio tem cerca de 60 minutos e apresenta dois ou três trabalhos sujos.